# Rachel Dard
Rachel Dard (* 2. September 1951 in Ouroux) ist ein ehemaliger französischer Radrennfahrer und nationaler Meister im Radsport.

## Sportliche Laufbahn
Als Amateur wurde er 1974 nationaler Meister im Straßenrennen. Er siegte 1972 im Saisoneröffnungsrennen Paris–Ézy vor Régis Ovion und 1975 in dem traditionsreichen Eintagesrennen Paris–Évreux, bei Paris–Rouen und im Rennen Paris–Aigleville. 1974 bestritt er die Internationale Friedensfahrt und belegte den 82. Rang im Endklassement. 1975 gewann er mit Paris–Rouen und Paris–Mantes weitere französische Traditionsrennen.
Noch während der Saison 1975 wurde er Berufsfahrer im Radsportteam Peugeot. 1976 gewann er eine Etappe des Rennens Étoile des Espoirs und im Criterium du Dauphiné Libéré. 1978 beendete er seine Laufbahn. 1976 wurde er positiv auf ein Dopingmittel getestet.